# Nassau Avenue (métro de New York)
Nassau Avenue est une station du métro de New York. Elle dessert la ligne G.
En 2012, 2 479 649 passagers auraient transité par cette station, ce qui en fait la 187e station la plus fréquentée du métro de New York.